# 1984 في العراق
فيما يلي قوائم الأحداث التي وقعت خلال عام 1984 في العراق.

## رياضة
- 1 يناير – العراق في الألعاب الأولمبية الصيفية 1984

## مواليد

### يناير
- 1 يناير – أماني علاء ممثلة وفنانة عراقية.

### مارس
- 11 مارس – علي جواد صحفي ومراسل.

### أبريل
- 12 أبريل – محمد ناصر لاعب كرة قدم عراقي.

### يونيو
- 18 يونيو – نور صبري لاعب كرة قدم عراقي.

### سبتمبر
- 1 سبتمبر – نمير نور الدين مصور عراقي.
- 12 سبتمبر – نشأت أكرم لاعب كرة قدم عراقي.

### نوفمبر
- 6 نوفمبر – رائد أبو فتيان مقدم برامج وشاعر.

## وفيات

### يناير
- 1 يناير – كاظم جواد (مواليد 1928)
- 1 يناير – محمد سليم النعيمي (مواليد 1910) أديب ولغوي وصحفي و دبلوماسي عراقي.
- 1 يناير – محمد مهدي كبة (مواليد 1900) سياسي عراقي.
- 1 يناير – هاشم الحداد (مواليد 1898)
- 5 يناير – توفيق وهبي (مواليد 1891) سياسي عراقي.

### فبراير
- 28 فبراير – طه باقر (مواليد 1912)